# بسام زعمط
بسام زعمط (بالعبرية: בסאם זועמוט‏) (27 مارس 1951 - 16 اكتوبر عام 2004) هو ممثل في المسرح، السينما والتلفزيون، ولد وعاش في مدينة القدس.

## سيرة
ولد زعمط في القدس في عام 1951 أنهى دراسته المسرح في «بيت روتشيلد» في حيفا.
عمل بعد تخرجه ممثلاً في فرقة «مسرح الخان» ومثل في العشرات من المسرحيات منها «تجار المطاط -(سوحري غومي)»، «أنتيجون»، «يدا كنيجد ميدا»، وفي عرض «حكايات أبو نمر».
مثل في مسرح القصبة في مسرحية «روميو وجولييت» بالتعاون مع مسرح خان وفي مسرحية «المغاربة»، و «الملاك نزل إلى بابل»، و «بيت الزجاج»، و «زواج فيجارو» و «ليلة ميلر». كما مثل في مسرح بيت ليسين في مسرحية «بوق في الوادي».
من سنة 1985 إلى 1988، مثل بالتلفزيون في دور «الشيف حكيم» في المسلسل التلفزيوني «مطعم أبو رامي»، وهو دور عرفه الجمهور من خلاله وتحول إلى شخصية محلية معروفة. كما شارك في المسلسل التلفزيوني «جيران» و «عائلة دي لوكس» و «حكايا خليل». تر ك زعمط التلفزيون الإسرائيلي لعدة سنوات احتجاجًا على القلة في معلومات الطوارئ التي قدتمها باللغة العربية خلال حرب الخليج الأولى.
في السينما، لعب دور إرهابي لبناني في فيلم «كأس الدوري» (1991) لإيران ريكليس، كما لعب دور في فيلم «سيرك فلسطين» (1998) من قبل إيال هالفون وأفلام أخرى.
في منتصف وأواخر التسعينيات كتب سيناريو باللغة العربية عن المسرحية الهزلية. تم تقديم السيناريو إلى سلطة البث، حيث تم تعيين فيكتور قمر مخرجاً وقام قمر بمنح زعمط دور البطولة وهكذا تشكلة «عائلة ديلوكس».
عاش زعمط حتى وفاته في شعفاط بالقدس. توفي في عام 2004 بعد اصابته بمرض في الكلى. توفي عن عمر يناهز 53 عامًا تاركاً ورائه زوجة وابنة.

## الروابط الخارجية
- بسام زعمط على موقع IMDb (الإنجليزية)